# Clint Smith
Pour les articles homonymes, voir Smith.
Temple de la renommée : 1991
Clinton James Smith, dit Clint Smith, (né le 12 décembre 1913 à Assiniboia, dans la Saskatchewan, au Canada - mort le 19 mai 2009) est un joueur professionnel canadien de hockey sur glace qui évoluait au poste d'attaquant.

## Carrière
Après avoir joué dans la Canadian-American Hockey League avec les Indians de Springfield et dans la Western Canada Hockey League avec les Crescents de Saskatoon, il passe trois saisons dans la North West Hockey League avec les Lions de Vancouver. Il fait ses débuts dans la Ligue nationale de hockey lors de la saison 1936-1937 avec les Rangers de New York. Il remporte ensuite avec cette franchise le trophée Lady Byng au cours de la saison 1938-1939. La saison suivante, il remporte, toujours avec les Rangers, la coupe Stanley. En 1943-1944, il signe avec les Black Hawks de Chicago. Cette saison-là, il établit un record de passes décisives pour une seule saison avec 49 aides et il remporte son deuxième trophée Lady Byng. Il passe quatre saisons avec les Blackhawks puis part rejoindre les Oilers de Tulsa, dans l'USHL, où il endosse le rôle d'entraîneur-joueur. La saison suivante, il rejoint les Saints de Saint-Paul, toujours en tant qu'entraîneur, ne jouant qu'un total de 46 matchs sur trois années. Il termine ses carrières d'entraîneur et de joueur lors de la saison 1951-1952, dans la Ligue américaine de hockey, avec les Mohawks de Cincinnati.
En 1991, il est intronisé au temple de la renommée du hockey. Il meurt le 19 mai 2009 à l'âge de 95 ans.

## Statistiques
| Saison    | Équipe                   | Ligue  |     | Saison régulière | Saison régulière | Saison régulière | Saison régulière | Saison régulière |    | Séries éliminatoires | Séries éliminatoires | Séries éliminatoires | Séries éliminatoires | Séries éliminatoires |
| Saison    | Équipe                   | Ligue  | PJ  | B                | A                | Pts              | Pun              | PJ               | B  | A                    | Pts                  | Pun                  |                      |                      |
| 1930-1931 | Wesleys de Saskatoon     | N-SJHL | 1   | 0                | 0                | 0                | 0                | 2                | 0  | 0                    | 0                    | 0                    |                      |                      |
| 1931-1932 | Wesleys de Saskatoon     | N-SJHL | 4   | 5                | 1                | 6                | 0                | 9                | 6  | 1                    | 7                    | 2                    |                      |                      |
| 1931-1932 | Crescents de Saskatoon   | N-SSHL | 18  | 19               | 3                | 22               | 0                | 4                | 6  | 0                    | 6                    | 4                    |                      |                      |
| 1932-1933 | Indians de Springfield   | Can-Am | 12  | 0                | 0                | 0                | 0                |                  |    |                      |                      |                      |                      |                      |
| 1932-1933 | Crescents de Saskatoon   | WCHL   | 27  | 7                | 6                | 13               | 8                |                  |    |                      |                      |                      |                      |                      |
| 1933-1934 | Lions de Vancouver       | NWHL   | 34  | 25               | 14               | 39               | 8                | 7                | 5  | 4                    | 9                    | 2                    |                      |                      |
| 1934-1935 | Lions de Vancouver       | NWHL   | 32  | 22               | 22               | 44               | 2                | 8                | 3  | 5                    | 8                    | 4                    |                      |                      |
| 1934-1935 | Lions de Vancouver       | NWHL   | 5   | 3                | 2                | 5                | 0                |                  |    |                      |                      |                      |                      |                      |
| 1935-1936 | Lions de Vancouver       | NWHL   | 40  | 21               | 32               | 53               | 10               | 7                | 2  | 4                    | 6                    | 2                    |                      |                      |
| 1936-1937 | Rangers de New York      | LNH    | 2   | 1                | 0                | 1                | 0                |                  |    |                      |                      |                      |                      |                      |
| 1936-1937 | Ramblers de Philadelphie | IAHL   | 49  | 25               | 29               | 54               | 15               | 6                | 4  | 3                    | 7                    | 0                    |                      |                      |
| 1937-1938 | Rangers de New York      | LNH    | 48  | 14               | 23               | 37               | 0                | 3                | 2  | 0                    | 2                    | 0                    |                      |                      |
| 1938-1939 | Rangers de New York      | LNH    | 48  | 21               | 20               | 41               | 2                | 7                | 1  | 2                    | 3                    | 0                    |                      |                      |
| 1939-1940 | Rangers de New York      | LNH    | 41  | 8                | 16               | 24               | 2                | 11               | 1  | 3                    | 4                    | 2                    |                      |                      |
| 1940-1941 | Rangers de New York      | LNH    | 48  | 14               | 11               | 25               | 0                | 3                | 0  | 0                    | 0                    | 0                    |                      |                      |
| 1941-1942 | Rangers de New York      | LNH    | 47  | 10               | 24               | 34               | 4                | 5                | 0  | 0                    | 0                    | 0                    |                      |                      |
| 1942-1943 | Rangers de New York      | LNH    | 47  | 12               | 21               | 33               | 4                |                  |    |                      |                      |                      |                      |                      |
| 1943-1944 | Black Hawks de Chicago   | LNH    | 50  | 23               | 49               | 72               | 4                | 9                | 4  | 8                    | 12                   | 0                    |                      |                      |
| 1944-1945 | Black Hawks de Chicago   | LNH    | 50  | 23               | 31               | 54               | 0                |                  |    |                      |                      |                      |                      |                      |
| 1945-1946 | Black Hawks de Chicago   | LNH    | 50  | 26               | 24               | 50               | 2                | 4                | 2  | 1                    | 3                    | 0                    |                      |                      |
| 1946-1947 | Black Hawks de Chicago   | LNH    | 52  | 9                | 17               | 26               | 6                |                  |    |                      |                      |                      |                      |                      |
| 1947-1948 | Oilers de Tulsa          | USHL   | 64  | 38               | 33               | 71               | 10               | 2                | 0  | 1                    | 1                    | 0                    |                      |                      |
| 1948-1949 | Saints de Saint-Paul     | USHL   | 2   | 2                | 0                | 2                | 2                |                  |    |                      |                      |                      |                      |                      |
| 1949-1950 | Saints de Saint-Paul     | USHL   | 21  | 7                | 15               | 22               | 2                | 2                | 0  | 0                    | 0                    | 2                    |                      |                      |
| 1950-1951 | Saints de Saint-Paul     | USHL   | 23  | 3                | 9                | 12               | 0                |                  |    |                      |                      |                      |                      |                      |
| 1951-1952 | Mohawks de Cincinnati    | LAH    | 2   | 0                | 0                | 0                | 2                |                  |    |                      |                      |                      |                      |                      |
| Totaux    | Totaux                   | Totaux | 483 | 161              | 236              | 397              | 24               | 42               | 10 | 14                   | 24                   | 2                    |                      |                      |

| Saison    | Équipe                | Ligue |    | PJ | V  | D  | B      | % V                  | Résultats en séries | Résultats en séries | Résultats en séries | Résultats en séries | Résultats en séries |
| 1947-1948 | Oilers de Tulsa       | USHL  | 66 | 23 | 34 | 9  | 41,7 % |                      |                     |                     |                     |                     |                     |
| 1948-1949 | Saints de Saint-Paul  | USHL  | 66 | 36 | 20 | 10 | 62,1 % |                      |                     |                     |                     |                     |                     |
| 1949-1950 | Saints de Saint-Paul  | USHL  | 70 | 29 | 30 | 11 | 49,3 % |                      |                     |                     |                     |                     |                     |
| 1950-1951 | Saints de Saint-Paul  | USHL  | 64 | 33 | 26 | 5  | 55,5 % |                      |                     |                     |                     |                     |                     |
| 1951-1952 | Mohawks de Cincinnati | LAH   | 68 | 29 | 33 | 6  | 47,1 % | Éliminés en 2e ronde |                     |                     |                     |                     |                     |